# Agualva-Cacém
Agualva-Cacém és una ciutat de Portugal està situada dins la municipalitat de Sintra. Consta de tres parròquies civils (freguesies: Agualva, Cacém, Mira-Sintra, i São Marcos) amb una població de 81.845 habitants.
El 12 de juliol de 2001 aquesta parròquia va ser elevada a l'estatus de ciutat.
El topònim "Agualva" deriva del llatí "Aqua alba", que significa aigua blanca (pura).